# Ернан Карраско Віванко
Ернан Карраско Віванко (ісп. Hernán Carrasco Vivanco, 29 березня 1923, Арауко — 10 вересня 2023, Санта-Текла) — чилійський футбольний тренер. Переможець Кубка чемпіонів КОНКАКАФ.

## Кар'єра тренера
Спочатку як спортсмен він займався легкою атлетикою, як бігун на дистанції 100 метрів, у потрійному стрибку та стрибках з жердиною. Він також грав у баскетбол та футбол. У 1945 році Ернан став вчителем початкових класів, а вчителем фізичної культури — у 1951 році. З 1952 по 1959 рік він працював технічним директором у футбольному клубі «Універсідад де Чилі».
У 1960 році він замінив бразильця Флавіо Косту як тренера «Коло-Коло», вигравши того ж року з командою титул чемпіона Чилі, після чого керував командою в сезоні 1961 року і на початку турніру 1962 року. Під час домашнього для Карраско чемпіонату світу 1962 року він був помічником тренера збірної Чилі Фернандо Рієри, здобувши бронзові нагороди турніру. Після чемпіонату світу Карраско Віванко очолював чилійські клуби «О'Хіггінс» та «Аудакс Італьяно».
1965 року Ернан Карраско Віванко став головним тренером збірної Сальвадору і тренував команду два роки, не кваліфікувавши її на чемпіонат світу 1966 року. Наступного року через розбіжності з керівництвом він подав у відставку, але вирішив залишитись у країні, очоливши «Альянсу» (Сан-Сальвадор). З цією командою він двічі вигравав чемпіонат Сальвадору в 1966 і 1967 роках та Кубок чемпіонів КОНКАКАФ 1967 рік.
У 1968 році він очолив клуб «Агіла», з яким виграв чемпіонат Сальвадору 1968 року. У 1969—1970 роках очолював «Атлетіко Марте», вигравши і з цією командою два поспіль чемпіонати Сальвадору в 1969 та 1970 роках.
1970 року збірна Сальвадору вперше у своїй історії вийшла на чемпіонат світу, але напередодні турніру головний тренер Грегоріо Бундіо відмовився від посади, оскільки не погоджувався з тим, що йому нав'язували гравців. Посада головного тренера було тимчасово запропоновано Карраско Віванко, який прийняв пропозицію. Втім на чемпіонаті світу 1970 року у Мексиці Сальвадор безславно програв усі три гри — проти СРСР (0:2), Мексики (0:4) та Бельгії (0:3), після чого Ернан покинув збірну.
Після цього тренер повернувся повернувся до Чилі, де впродовж десяти років керував місцевими клубами, в тому числі у 1975—1976 роках тренував «Депортес Антофагаста», у 1977—1978 — «Депортес Авіасьйон», а у 1984 — «Універсідад де Чилі». Крім того у 1982 році він був призначений президентом Асоціації тренерів Південної Америки.
У 1985 році він повернувся до Сальвадору, знову очоливши «Агілу». Спочатку він став віце-чемпіоном у сезоні 1986/87, а потім і чемпіоном у сезоні 1987/88. Згодом Ернан Карраско Віванко тренував у Сальвадорі «Альянсу», з якою виграв чемпіонат 1989/90, «Луїс Анхель Фірпо», вигравши турнір 1991/92, та ФАС, з яким став віце-чемпіоном Сальвадору у сезоні 1993/94.
Останнім місцем тренерської роботи Карраско Віванко був клуб «Мунісіпаль Ліменьйо», головним тренером команди якого Ернан був з 2001 по 2002 рік.

## Титули і досягнення
- Чемпіон Чилі (1):

«Коло-Коло»: 1960
- Чемпіон Сальвадору (7):

«Альянса»: 1965/66, 1966/67, 1989/90
«Атлетіко Марте»: 1968/69, 1970
«Агіла»: 1987/88
«Луїс Анхель Фірпо»: 1991/92
- Переможець Кубка чемпіонів КОНКАКАФ (1):

«Альянса»: 1967